# Gorgonum Chaos
Gorgonum Chaos és una estructura geològica del tipus chaos a la superfície de Mart, situada amb el sistema de coordenades planetocèntriques a -35.99 ° de latitud N i 190.45 ° de longitud E. Fa 150.71 km de diàmetre. El nom va ser fet oficial per la UAI l'any 1985 i el pren de la característica d'albedo localitzada a 24 ° de latitud S i 154 ° de longitud O.